# Chiara Iezzi
Chiara Teresa Iezzi (Milánó, 1973. február 27. –) olasz színésznő, énekesnő és dalszövegíró.
Legismertebb alakítása Victoria Williams 2015-ben az Alex és bandája című sorozatban.
1996 és 2013 között a Paola e Chiara zenekarban énekelt.

## Pályafutása

### Énekesként
1996-ban a testvérével közösen létrehozták a Paola & Chiara zenekart, a kiadójuk pedig a Sony Music Italy lett. A duó 3 alkalommal lépett fel a Sanremói Dalfesztiválon.
2007-ben kiadta első szólóénekesi dalát a Nothing at All-t. 2007-ben legnépszerűbb kislemez volt Olaszországban.
2015-ben a The Voice of Italy harmadik évadának egyik versenyzője volt.

### Színészként

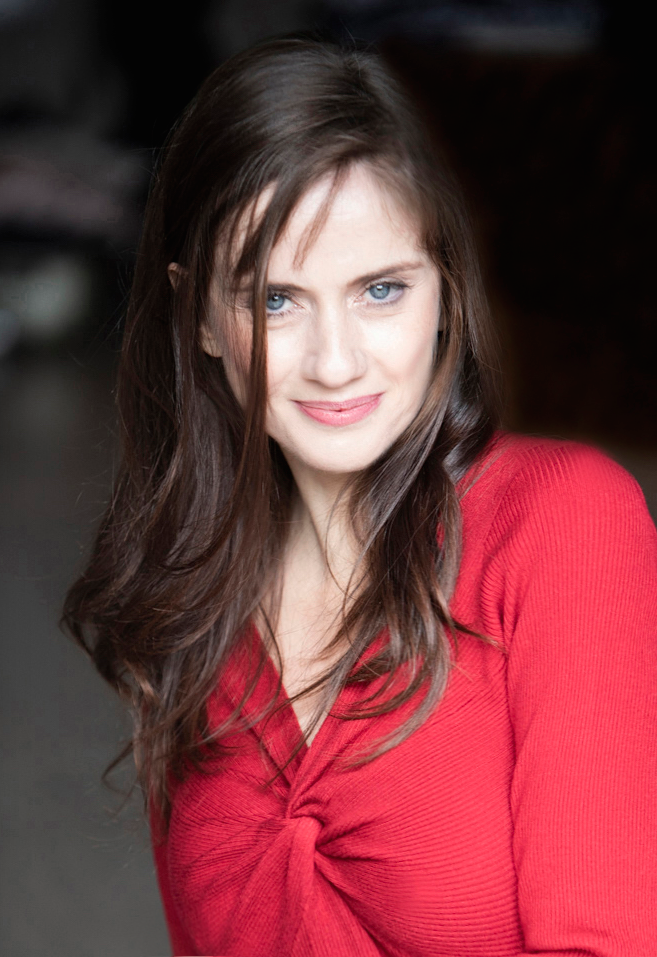
Iezzi 2018-ban

2014-ben szerepelt a Under the Series című sorozatban. 2015-ben szerepelt az Alex és bandája második évadában Victoria Williamsként. Ugyanabban az évben The Broken Key című filmben szerepelt. Egy évvel később a Prada The Hour of the Wolf című filmjében szerepelt.
Chiara producerként és rendezőként is dolgozik, 2014 februárjában alapította meg saját cégét a Licantro Bros Filmet.

## Magánélete
2008-ban áttért a zsidó vallásra.
2014-ben hozzáment Meir Cohenhez.
2016 óta Milánó és Los Angeles között ingázik.

## Filmográfia

### Filmek
| Év   | Magyar cím          | Eredeti cím               | Szerep      | Magyar hang |
| ---- | ------------------- | ------------------------- | ----------- | ----------- |
| 2018 | Silvio és a többiek | Loro                      | bemondó     |             |
| 2017 |                     | The Broken Key            | Esther Star |             |
| 2016 |                     | Il ragazzo della Giudecca | Anna        |             |
| 2014 |                     | The Age of Wars           | önmaga      |             |

### Televíziós szerepek
| Év   | Magyar cím      | Eredeti cím          | Szerep            | Megjegyzések                              |
| ---- | --------------- | -------------------- | ----------------- | ----------------------------------------- |
| 2015 | Alex és bandája | Alex & Co.           | Victoria Williams | mellékszereplő magyar hangja Spilák Klára |
| 2015 |                 | The Voice of Italy 3 | önmaga            | versenyző                                 |
| 2013 |                 | I migliori anni      | önmaga            | versenyző                                 |
| 2008 |                 | Sensualità a corte   | Patrizia          | 1 epizód: 4x01                            |
| 2007 |                 | A letto con Chiara   | önmaga            | TV show                                   |
| 1999 |                 | Tribe Generation     | önmaga            | TV show                                   |
| 1998 |                 | So 90's              | önmaga            | TV show                                   |
| 1994 |                 | Buona Domenica       | önmaga            | TV show                                   |